# 15132 Стейґмейер
15132 Стейґмейер (15132 Steigmeyer) — астероїд головного поясу, відкритий 10 березня 2000 року.
Тіссеранів параметр щодо Юпітера — 3,526.